# Тобон Рестрепо, Рикардо Антонио
Рикардо Антонио Тобон Рестрепо (исп. Ricardo Antonio Tobón Restrepo, 08.05.1951 г., Итуанго, Колумбия) — епископ Римско-Католической церкви, епископ Сонсон-Рионегро с 25 апреля 2003 года по 16 февраля 2010 год, архиепископ Медельина с 16 февраля 2010 года.

## Биография
Рикардо Антонио Тобон Рестрепо родился 8 мая 1951 года в населённом пункте Итуанго, Колумбия. 21 ноября 1975 года был рукоположён в священника.
25 апреля 2003 года Римский папа Иоанн Павел II назначил Риккардо Антонио Тобон Рестрепо епископом Сонсон-Рионегро. 14 июня 2003 года состоялось рукоположение Рикардо Антонио Тобон Рестрепо в епископа, которое совершил апостольский нунций в Колумбии Бениамино Стелла в сослужении с архиепископом Медельина Альберто Гиральдо Харамильо и епископом Санта-Роса-де-Ососа Хайро Харамильо Монсальве.
16 февраля 2010 года Римский папа Бенедикт XVI назначил Рикардо Антонио Тобон Рестрепо архиепископом Медельина.

## Источник
- Информация  (англ.)